# Chelecala trefoliata
Chelecala trefoliata is een vlinder uit de familie spinneruilen (Erebidae). De wetenschappelijke naam is voor het eerst geldig gepubliceerd in 1898 door Butler.
De soort komt voor in tropisch Afrika.